# Junonia saleyra
Junonia saleyra är en fjärilsart som beskrevs av Hans Fruhstorfer 1912. Junonia saleyra ingår i släktet Junonia och familjen praktfjärilar. Inga underarter finns listade i Catalogue of Life.